# النساف
النساف هي قرية تتبع قضاء الفلوجة، تقع غرب مدينة الفلوجة على نهر الفرات، تسكنها عشائر الحلابسة والبوعلوان وغيرها.